# Terre Haute
 For alternative betydninger, se Terre Haute (flertydig). (Se også artikler, som begynder med Terre Haute)
Terre Haute (engelsk: [ˌtɛɹə ˈhoʊt]) er en amerikansk by og administrativt centrum i det amerikanske county Vigo County, i staten Indiana. I 2000 havde byen et indbyggertal på 59.614.

## Ekstern henvisning
- Terre Hautes hjemmeside (engelsk)

39°28′11″N 87°23′23″V / 39.469586°N 87.389762°V